# Киселёв, Илья Николаевич
Иван (Илья) Николаевич Киселёв (20 июля 1913, Каховка – 1 августа 1990, Ленинград) – советский организатор театрального дела, организатор кинопроизводства, директор киностудии «Ленфильм» (1961–1972).

## Биография
Родился 20 июля 1913 года в городе Каховке.
В 1920-х годах актёр Ленинградского ТРАМа (Театра рабочей молодежи). Окончил актёрское отделение Техникума сценических искусств по классу профессора Бориса Сушкевича.
В декабре 1941 года призван в ряды Красной армии. Служил политруком в Гороховецком артиллерийском лагере МВО в городе Горьком. Демобилизован в звании капитана в январе 1946 года.
В 1946–1949 годах — директор Дома учёных в Лесном.
В 1949 году осуждён по статье 58-10, ч. I, к 10 годам ИТЛ. Отбывал срок в Каргополе. Участвовал в постановках театральной труппы Каргопольлага. Реабилитирован в 1954 году.
В 1955–1956 годах – заместитель директора Ленинградского Большого драматического театра имени А. М. Горького.
В 1956–1961 годах – директор Ленинградского драматического театра имени В. Ф. Комиссаржевской.
В 1961 году назначен директором киностудии «Ленфильм». Сценарист Анатолий Гребнев вспоминал о нём:

...коренастый, грузный, с вьющейся шевелюрой, громогласный, бурно темпераментный, то ли, как говорили, из цыган, то ли ещё с какой-то примесью, бывший актёр или даже циркач, сколько-то лет отсидевший, что также не вязалось с номенклатурной должностью, – одним словом, личность, какую трудно было представить себе на официальном посту в Москве, но на то он и Питер, чтобы и тут было на особицу. Больше всего этот директор любил творческий процесс, осуществлявшийся им прямо в кабинете, лицом к лицу с режиссёрами и сценаристами, которым он показывал – в самом прямом смысле, то есть импровизировал – ту или иную сцену будущего фильма. (...) На киностудии он оставил о себе хорошую память, с кем ни поговоришь. При нём начинали Панфилов и Герман, Авербах, Масленников, Асанова, Трегубович, Микаэлян. Сценаристы не исключение: с нами он носился, как никто другой.
По воспоминаниям Сергея Довлатова, излюбленным собирательным образом у Киселёва была Дунька Распердяева:

Если директор был недоволен кем-то из сотрудников Ленфильма, он говорил:
– Ты ведёшь себя как Дунька Распердяева...
Или:
– Монтаж плохой. Дунька Распердяева и та смонтировала бы лучше...
Или:
– На кого рассчитан фильм? На Дуньку Распердяеву?!..

И так далее...
В 1972 году за перерасход на съёмках положенного на полку фильма Алексея Германа «Операция “С Новым годом!”» снят с должности и назначен директором Академического театра драмы им. А. С. Пушкина.
В 1977 году вышел на пенсию.
Умер 1 августа 1990 года в Ленинграде. Похоронен на Волковском кладбище.

## Награды
- Медаль «За трудовую доблесть»
- Медаль «За оборону Ленинграда»
- Медаль «За победу над Германией в Великой Отечественной войне 1941–1945 гг.»